# WISE 2313-8037
WISEPA J231336.40-803700.3（縮寫為WISE 2313-8037）是一顆光譜類型 T8 的暗淡棕矮星，有濃密的大氣層，位於南極座。它是廣域紅外線巡天探測衛星於2011年發現的106顆棕矮星（棕矮星聯星系統則算兩顆）其中一顆。它是年齡只有大約3億年的年輕棕矮星。以測光方式量測得知它距離地球大約11.2秒差距（36.5光年）。另有兩個量測認為它的距離是11.7 ± 1.6秒差距（38.2 ± 5.2光年，測光方式）和9.3 ± 0.4秒差距（30.3 ± 1.3光年，光譜模型）。WISE 2313-8037的狀況可能暗示了年輕棕矮星有較濃密大氣層的趨勢。